# Augustin Bea
Augustin Bea, SJ (28 de maig de 1881 - 16 de novembre de 1968), va ser un sacerdot jesuïta alemany i erudit de la Pontifícia Universitat Gregoriana especialitzada en estudis bíblics i en arqueologia bíblica. També va exercir de confessor personal del papa Pius XII.
El 1959, el papa Joan XXIII el va convertir en cardenal de l'Església catòlica. Va servir com a primer president de la Secretaria per a la Promoció de la Unitat Cristiana des de 1960 fins a la seva mort. Bea va ser un destacat erudit bíblic i ecumenista, que va influir en les relacions entre cristians i jueus durant el Concili Vaticà II a Nostra aetate. Bea va publicar diversos llibres, principalment en llatí i 430 articles.

## Biografia

### Primers anys i educació
Bea va néixer a Riedböhringen, avui part de Blumberg, Baden-Württemberg; el seu pare era fuster. Va estudiar a les universitats de Friburg, Innsbruck, Berlín i a Valkenburg, la casa d'estudis dels jesuïtes als Països Baixos. El 18 d'abril de 1902 es va incorporar a la Companyia de Jesús, ja que "estava molt inclinat a la vida acadèmica". Bea va ser ordenat sacerdot el 25 d'agost de 1912, i va acabar els seus estudis el 1914.

### Ministeri sacerdotal
Bea va ser superior de la residència jesuïta d'Aquisgrà fins al 1917, moment en què va començar a ensenyar Escriptures a Valkenburg. De 1921 a 1924, Bea era la superior provincial d'Alemanya. El superior general Wlodimir Ledochowski el va enviar a Roma, on va treballar com a superior de la Casa Biennal de Formació (1924-1928), professor de l'Institut Pontifici Bíblic (1924–1949) i rector de l'Institut d'Estudis Eclesiàstics Superiors (1924–1949). 1924–1930). El 1930, Bea va ser nomenada rector del Pontifici Institut Bíblic, càrrec què va ocupar durant dinou anys.

### Consistori i ministeri episcopal
Elevat al rang de cardenal abans de la seva consagració episcopal, Bea va ser creat cardenal diaca de San Saba pel papa Joan XXIII en el consistori del 14 de desembre de 1959. El 6 de juny de 1960 va ser nomenat el primer president de la recentment creada Secretaria per Promoció de la Unitat Cristiana, una organització curial carregada d'afers ecumènics. No va ser fins a dos anys més tard que, el 5 d'abril de 1962, el cardenal Bea va ser nomenat bisbe: arquebisbe titular de Germània a Numídia. Va rebre la seva consagració el 19 d'abril següent de mans del mateix Joan XXIII, amb els cardenals Giuseppe Pizzardo i Benedetto Aloisi Masella com a coconsagradors, a la Basílica del Laterà. Va renunciar al seu càrrec com a arquebisbe titular el 1963, un any després que es convoqués el Concili Vaticà Segon.
El cardenal Bea va ser un dels electors del conclave papal de 1963, que va escollir el Papa Pau VI, i va ser confirmat com a president de la Secretaria per a la Promoció de la Unitat dels Cristians (el que va ser renombrat Consell Pontifici per a la Promoció de la Unitat dels Cristians pel Papa Joan Pau II el 28 de juny de 1988) el 3 de gener de 1966.

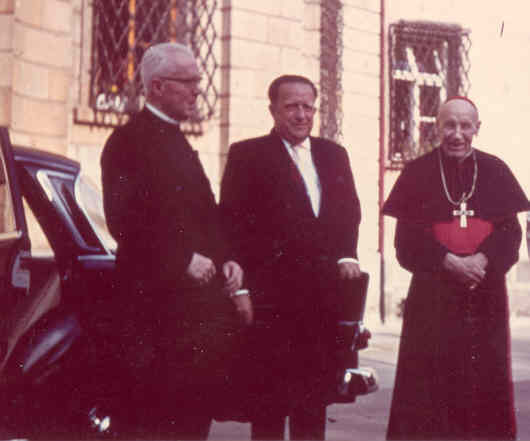
Al cardenal Bea li agradava visitar la seva Selva Negra natal

El cardenal Bea va morir a causa d'una infecció bronquial a Roma, als 87 anys. Va ser enterrat a l'absis de l'església parroquial de Sant Genesi al seu Riedböhringen natal, on hi ha un museu en honor.

## Impacte i llegat
Bea va tenir una gran influència al Concili Vaticà II en els anys 60 com a força decisiva en la redacció de Nostra aetate, que va repudiar l'antisemitisme. El 1963 va mantenir converses secretes amb Abraham Joshua Heschel, fomentant el diàleg catòlic-jueu. John Borelli, un historiador del Vaticà II, ha observat que "va prendre la voluntat de Joan XXIII i la perseverança del cardenal Bea d'imposar la declaració al Concili". Durant una sessió de la Comissió Preparatòria Central, també va 
rebutjar la proposició que els Pares del Concili prestessin un jurament compost pel Credo de Nicea i el Jurament anti-modernista. Després que Alfredo Ottaviani, el cap conservador del Sant Ofici, presentés el seu esborrany de l'esquema sobre les fonts de la Revelació Divina, Bea va afirmar que "tancaria la porta a l'Europa intel·lectual i les mans de l'amistat esteses a l'antiguitat. i nou món". Va servir en nombrosos cossos ecumènics i va ser autor de nou obres, incloent L'Església i el poble jueu (Nova York: Harper & Row, 1966).
Bea va ser un confessor del Papa Pius XII a partir de 1945 fins a la mort de Pius el 1958. L'encíclica Divino afflante Spiritu va ser molt modelada per Bea i Jacques-Marie Voste, OP (secretari de la Pontifícia Comissió Bíblica).
Quan Pius XII va proposar nomenar Bea al Col·legi de Cardenals el 1946, el superior general Jean-Baptiste Janssens es va oposar, ja que molts pensaven que la Santa Seu mostrava un tracte preferencial als jesuïtes. Durant algun temps va tenir com al seu secretari, el sacerdot jesuïta Malachi Martin. Entre les seves altres oficines, Bea va ser consultora de diverses congregacions romanes.

## Poema de l'home Déu
Com a confessor del Papa Pius XII, Bea va ser fonamental per evitar la jerarquia del Vaticà per ajudar el pare Corrado Berti a lliurar una còpia del llibre Poema de l'home Déu al papa Pius XII quan el pare Berti es va acostar a Bea i Mons. Alphonso Carinci amb una còpia escrita del manuscrit dels escrits de Maria Valtorta el 1947. Amb l'ajut de Bea, el manuscrit va ser lliurat a Pius XII i el pare Berti i el pare Migliorini van rebre una audiència papal. No obstant això, Bea també va ser consultor del Sant Ofici en el moment en què es va condemnar el llibre, així com el teòleg dominic Reginald Garrigou-Lagrange.

## Treballs publicats
Augustin Bea va publicar 430 articles entre els anys 1918-1968. Es tractava de qüestions arqueològiques, exegesi de textos de l'Antic Testament, mariologia, encícliques papals, la unitat de cristians, antisemitisme, Vaticà II, relacions amb el protestantisme i les esglésies ortodoxes orientals i ecumenisme.
Entre els seus llibres destaquen:
- Maria in der Offenbarung Katholische Marienkunde Bd. I Hugo Rahner and Augustin Bea, Schöningh, Paderborn, 1947
- Imagen de Maria en la Antigua Alianza, Buenos Aires, Revista Biblica,1954
- De Pentateucho Institutiones Biblicaa Scholis Accomodatae, Romae, 1933
- De Inspiratione Sacrae Scripturae, Romae, 1935
- Archeologica biblica, Romae, 1939
- La nuova traduzione Latina del Salterio, Romae 1946
- Liber Ecclesiasticae qui ab Hebraeis appelatur Qohelet, Romae, 1950
- Canticum Canticorum Salamonis, Romae, 1953
- Cor Jesu Commentationes in Litteras encyclicas Pii Papae XII Haurietis Aquas, Herder Freiburg 1959
- Die Kirche und das judische Volk, (traducció a l'alemany de La Chiesa e il popolo ebraico) Herder Freiburg 1966

## Honors i condecoracions
Gran Creu de 1a classe de l'orde al Mèrit de la República Federal Alemanya (1960)
 Creu de Comandant de l'orde al Mèrit de la República Federal Alemanya (1952)
 Gran Creu de la Legió d'Honor (França)
 Gran Creu de l'orde de Jordi I (Grècia)